# 基姆湖
基姆湖（德語：Chiemsee，德語發音：[ˈkiːmzeː]），是德国巴伐利亚州的一个淡水湖，面积79.9 km²，介于德国罗森海姆和奥地利萨尔茨堡之间。常被称为“巴伐利亚海”。Tiroler Achen河和Prien河注入该湖；Alz河从该湖流出。基姆湖分为东北部的较大的远湖（Weitsee），和西南部的岛湖（Inselsee）。
基姆湖周围地区Chiemgau是著名的休闲区。

## 岛屿
基姆湖上有三个主要岛屿，较大的名为绅士岛（Herrenchiemsee），另一个称为女士岛（Frauenchiemsee），第三座较小，称为香草岛（Krautinsel）。
- 绅士岛上有一座国王路德维希二世建于1878年的宫殿，又名绅士岛宫（Herrenchiemsee），没有完成，本来准备建成法国凡尔赛宫的复制品。宫殿的许多房间对游客开放。
- 女士岛上有一座本笃会修女院，建于782年，以及一个小村庄。修女生产的酒称为“修道院酒”（Klosterlikör），还生产很好的杏仁。

此外还有三座极小的岛屿：，位于女士岛以西；还有两座无名小岛，位于香草岛以南54米和80米处，每个面积仅有30平方米。

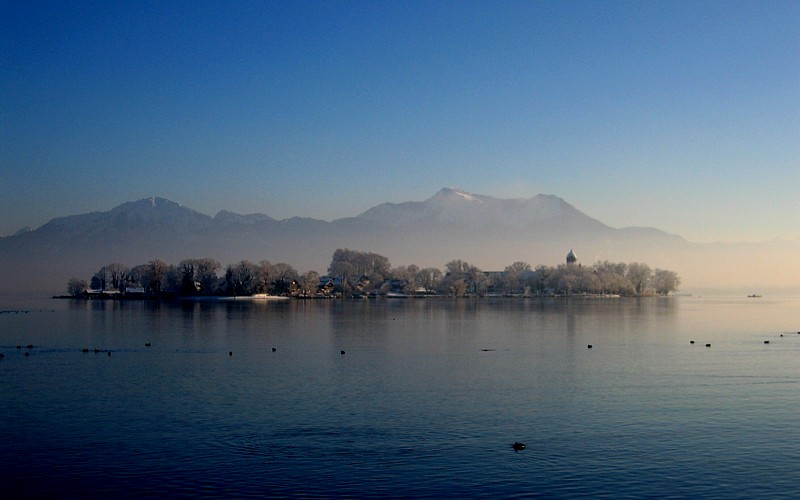
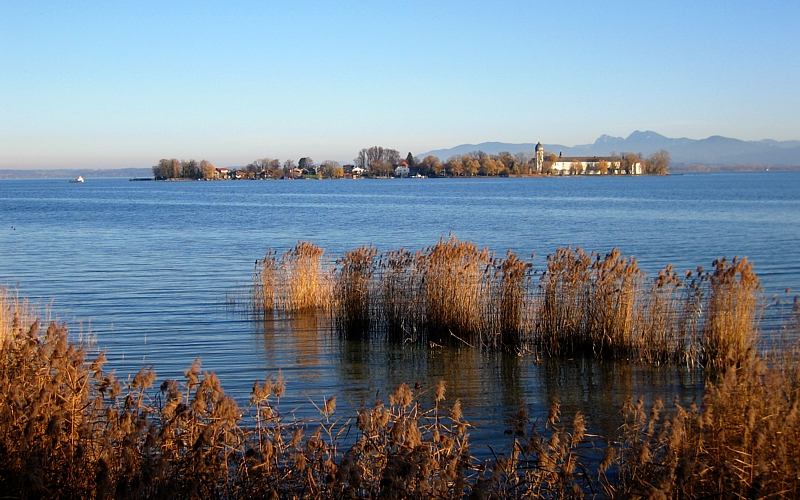
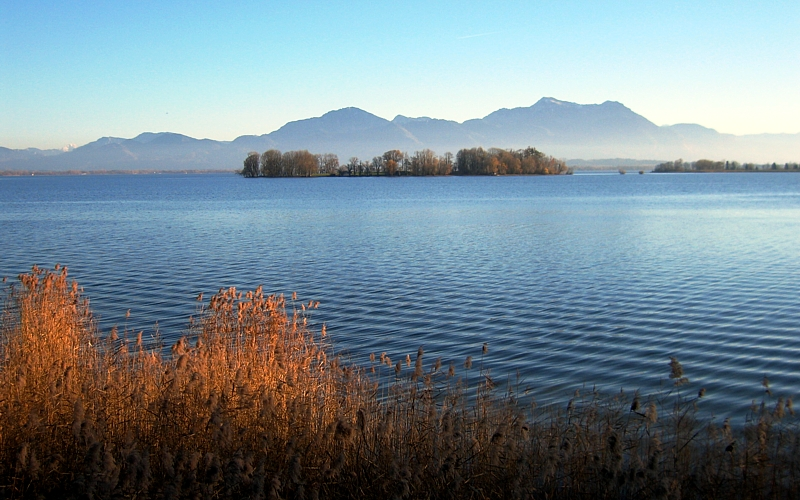
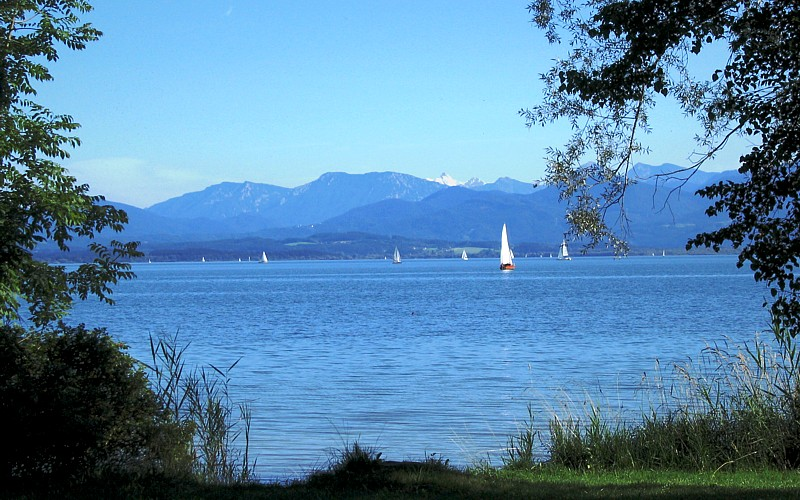

## 鸟类
在基姆湖边的草地和沼泽里，有蛎鹬、赤膀鸭、凤头鸊鷉、海鸥、翠鸟、海雕等300多鸟类栖息。

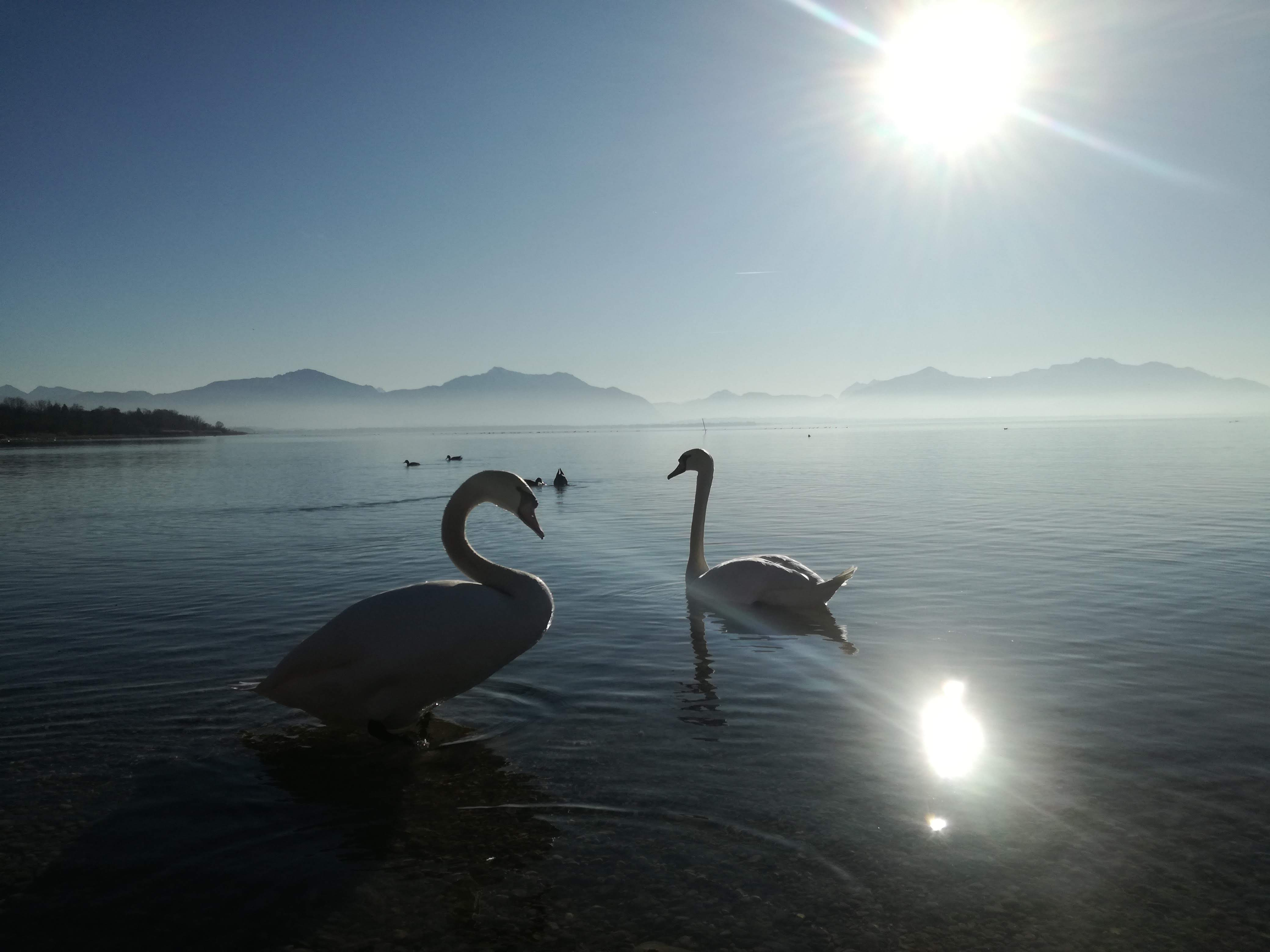
疣鼻天鹅
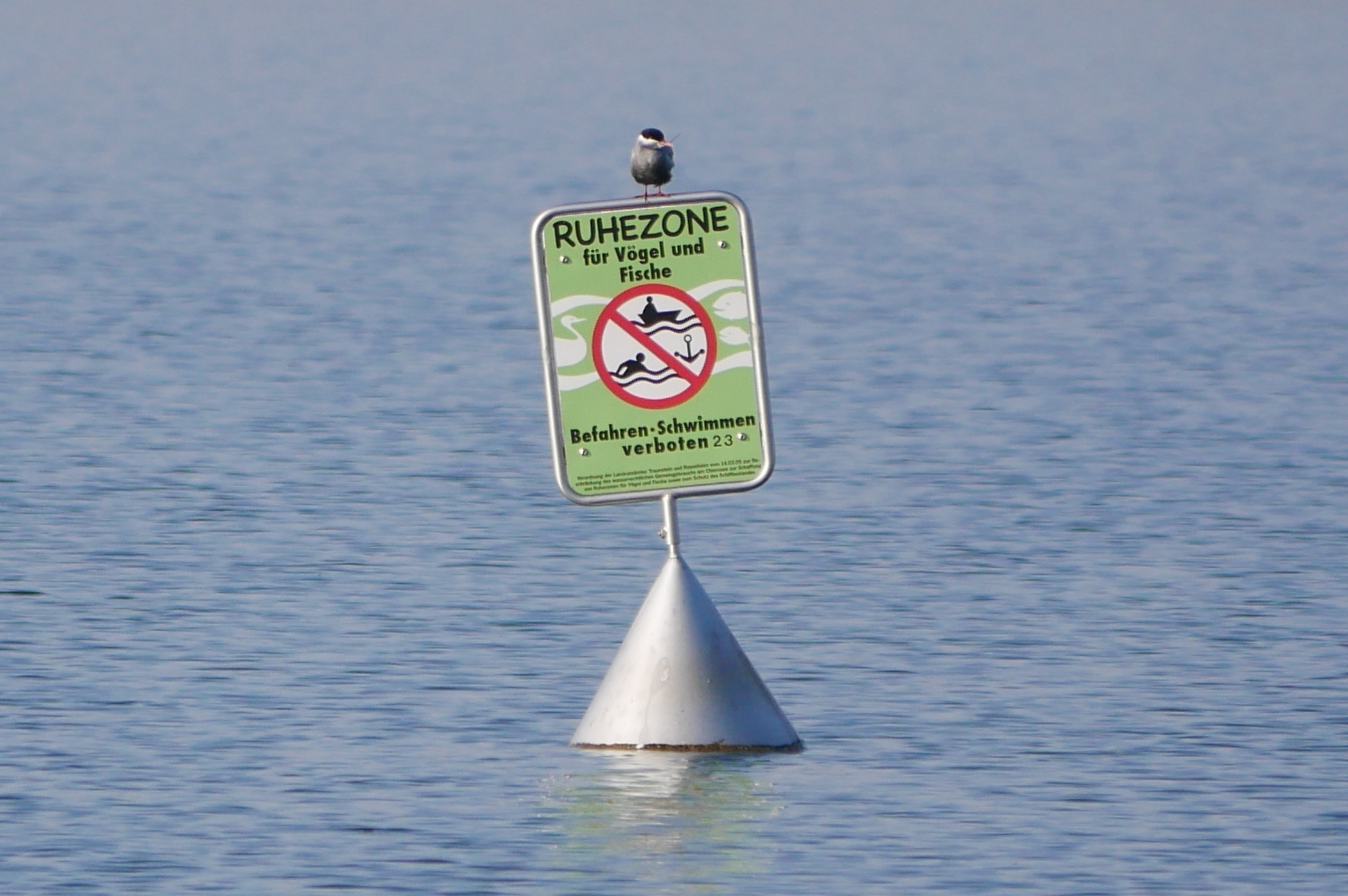
须浮鸥